# Juan José Torres
Juan José Torres Gonzalez (ur. 5 marca 1920, zm. 2 czerwca 1976) – boliwijski generał i polityk socjalistyczny.

## Życiorys
Zanim doszedł do władzy pełnił funkcję attaché wojskowego w Brazylii i ambasadora w Urugwaju, w 1969 został zaś naczelnym dowódcą sił zbrojnych Boliwii. Był nim do czasu, kiedy po wojskowym przewrocie objął urząd prezydenta kraju. Podczas swej kadencji realizował radykalne lewicowe reformy społeczne i polityczne, m.in. znacjonalizował dobra amerykańskiej firmy Golf Oil oraz kopalnie, a także nawiązał stosunki dyplomatyczne ze Związkiem Radzieckim. Po kolejnym przewrocie został obalony i uciekł z kraju, gdy w sierpniu 1971 władzę objął Hugo Banzer Suárez.
Został zamordowany w zamachu; na poboczu drogi w pobliżu Buenos Aires odnaleziono podziurawione kulami zwłoki Torresa, któremu wcześniej zawiązano oczy. Zarówno władze argentyńskie, jak i boliwijskie, wyparły się udziału w tym zabójstwie. Rząd Hugo Banzera Suareza usiłował zrzucić odpowiedzialność za zbrodnię na Międzynarodową Brygadę Che Guevary, jednak działania te spotkały się z podejrzeniami o próbę odwrócenia uwagi od prawdziwych sprawców. Wdowa po Torresie uważała z kolei, że likwidację jej męża rozkazał sam Hugo Banzer Suarez; oświadczyła publicznie, że władze Argentyny i Boliwii razem zaplanowały w tajemnicy zabójstwo Torresa, oskarżyła także boliwijskiego pułkownika Raula Tejerinę, który miał grozić zabitemu generałowi. Aby uczcić pamięć po Torresie boliwijscy górnicy na ogłosili na znak żałoby solidarnościowy strajk, do którego dołączyli również studenci i lewicowi działacze i robotnicy kilku większych miast w Boliwii. Bunt ten wymusił reakcję czynników oficjalnych, lecz pomysł urządzenia Torresowi uroczystego pogrzebu państwowego spotkała się z dezaprobatą wdowy po nim.